# Pandipalpus lowei
Espèce
Synonymes
- Pandinus lowei Kovařík, 2012
- Pandinurus pygmaeus Rossi, 2015

Pandipalpus lowei est une espèce de scorpions de la famille des Scorpionidae.

## Distribution
Cette espèce est endémique du Congo-Kinshasa. Elle se rencontre au Haut-Lomami dans le parc national de l'Upemba et au Haut-Katanga vers Likasi.

## Description
Le mâle holotype mesure 98 mm et la femelle paratype 95 mm. Pandipalpus lowei mesure de 80 à 105 mm.

## Systématique et taxinomie
Cette espèce a été décrite sous le protonyme Pandinus lowei par Kovařík en 2012. Elle est placée dans le genre Pandipalpus par Prendini et Loria en 2020.

## Étymologie
Cette espèce est nommée en l'honneur de Graeme Lowe.

## Publication originale
- Kovařík, 2012 : « Review of the subgenus Pandinurus Fet, 1997 with descriptions of three new species (Scorpiones, Scorpionidae, Pandinus). » Euscorpius, no 141, p. 1-22 (texte intégral).